# Двадесет и пета изтребително-бомбардировъчна авиобаза
Двадесет и пета изтребително-бомбардировъчна авиобаза, известна също и като авиобаза Чешнегирово, е военно формирование на Военновъздушните сили на българската армия, базирано в село Чешнегирово намиращо се до град Садово. Поради факта че някои поделения на авиобазата са с адрес гр.Садово тя е известна още и като авиобаза Садово.

## Кратка история
Създадена е със заповед №-070 от 22 февруари 1993 г., считано от 1 май 1993 г. Тогава двадесет и пети изтребителен авиополк се преименува на двадесет и пета изтребително-бомбардировъчна авиобаза. Базата има две ескадрили и е стационирана на летище Чешнегирово. Към 1995 г. в нея са въведени самолети L-39ZА, които са учебно-бойни. В базата се провежда активна летателна дейност до 2001 г. Със Заповед №0108/07.06.2002 г. на командира на корпус „Тактическа авиация“ на 14 юни 2002 г. авиобазата е закрита.

## История
Поделението е създадено на 17 юни 1951 г. по заповед на Министъра на отбраната №-856/17.06.1951 г., като 25 изтребителен авиационен полк, базиран на летище Граф Игнатиево, в състав от три ескадрили. За командир е назначен капитан Желязко Нанев Желязков. При сформирането на авиополка, личният състав наброява 216 военнослужещи, от които 36 летци. Въоръжението и бойната техника тогава са били самолети ПО-2 и ЯК-11 и ЛАЗ-7. Към края на 1951 г. в полка постъпват на въоръжение и първите реактивни самолети ЯК-17 и ЯК-23. През месец октомври същата година поделението е пребазирано на летище Толбухин.
Със заповед №-077/13.09.1955 г. на Министъра на отбраната за решаване на поставените задачи, поделението е придадено към състава на 10-а изтребителна авиационна дивизия и е пребазирано отново на летище Граф Игнатиево.
През 1956 г. постъпват на въоръжение самолети МиГ-15 и МиГ-17. В съответствие с изискванията поставени пред ВВС, през 1961 г. се създава нов профил-фронтова авиация, като авиополка се преименува в изтребително-бомбардировъчен. Авиополкът започва да изпълнява приоритетно наред с изтребителните задачи и щурмови за нанасяне на удари по земни и морски цели.
От месец октомври 1961 г. поделението е дислоцирано на летище Чешнегирово.
Всеки период от създаването на авиационното поделение се характеризира с напрегнатост, денонощен труд, изпиващ силите на летци, техници, свързочници и осигуряващи за постигане на високи цели, за изпълнение на нови и нови задачи. Но като най-значителен етап в развитието на 25-и авиополк е експлоатацията на свръхзвуковия щурмови самолет МиГ-23БН.
На 19 февруари 1976 г. руският летец подполковник Белков и подполковник Величков кацат на летище Чешнегирово с първия МиГ-23УБ №-020. Посрещат ги инженерите и техници ст. лейт. Пейо Пеев с помощник лейт. Фингаров. Инженер на полка е подполковник Ръсин. Същия ден пристигат три броя МиГ-23БН. Първите дни мерките за сигурност са изключително засилени. Напълно се ограничава достъпа до новите самолети като охраната им се осъществява от летци.
Общо за овладяването на самолета от летателния и инженерно-техническия състав се провеждат 3 курса в СССР и 5 в България.
Авиополкът участва във всички крупни учения, провеждани на територията на страната: „ТУНДЖА“, „ГРАНИТ“, „МАРИЦА“, „САКАР“, „БАЛКАН“, „ЩИТ“ и др.
Многократно се изпълняват прелитания до летища за маньовър на територията на СССР. Полетите впечатляват летателния състав с възможностите на МиГ-23 по далечина и продължителност. Без да се използват допълнителни резервоари, с осъществяване на бомбопускане и стрелба на полигон се прелита на летище Тираспол, като поради големия остатък гориво преди кацането летците изпълняват повторен заход с пуснати въздушни спирачки – нещо невъзможно за другите самолети, които са на въоръжение в българските ВВС.
Авиополкът е в авангарда при създаването на нови тактически маньоври и прийоми за нанасяне на удари по земни и морски обекти. С отличните тактико-технически характеристики на самолета и високите летателни умения на летците, самолет МиГ-23БН се оказва неуловим за изтребителната авиация и зенитно-ракетните комплекси.
Поделението е пет пъти първенец във ВВС.
При учения с пълно бойно натоварване, на пределен радиус, само за едно полкоизлитане се изразходват 60 – 80 тона бомби, 1200 – 1500 нурс, 6000 – 8000 патрона ГШ и 120 – 140 тона керосин.
Един от най-ярките спомени за десетки авиатори е участието им в проверка на зенитно-ракетните комплекси и изтребителната авиация в района на Пазарджик, Пловдив, Бяла черква и Батак. Същевременно се извършва оценка на възможностите на ударната авиация по преодоляване ПВО на противника. Задачата се поставя директно от инспектората на Министерството на отбраната, чрез ген. м-р Трифонов.
Излитането се осъществява по двойки и звена, през интервали от 8 – 10 минути.
Интерес представлява решението на командуването на изтребителния полк, което изпраща в района на летище Чешнегирово разузнавателна група, която съобщава по радиостанция излитането на всяка двойка. Непосредствено след излитането на звено от 25 ибап се дава команда за излитане на група изтребители, която заема зона за дежурство във въздуха. От своя страна, ударните групи изпълняват бойни стрелби и бомбопускания на полигон Бодрово, но не тръгват веднага по маршрутите, а заемат изчаквателни позиции над полигона, нареждайки се във височина на етажерка през 300 метра. След като и последното звено приключва с бойното използване, всички групи поемат не към своите цели, а диаметрално противоположно-на юг към Родопите, като същевременно намаляват височината си и биват загубени от РЛС за разузнаване на изтребителната авиация и зенитно ракетните комплекси.
Маршрутите се изпълняват буквално в, а не над Родопите, като се лети по дефилетата, между хълмовете.
На крайния етап по маршрутите, групите се развръщат и „лягат“ на боен курс на височини 30 – 50 м над терена към заповяданите цели. Атаката е внушителна, като се има предвид, че се атакуват няколко дивизиона, радиолокационни постове и едно летище по двойки с имитация за нанасяне на едновременен удар.
С прецизни, разрязващи атаки от ход, целите биват „поразени“. Удовлетворението и гордостта от изпълнената задача е огромно, когато летците научават, че няма нито един „свален“ МиГ-23. Правят изключение само 2 – 3 снимки на извършени прехвати в района на третия завой на които ясно се виждат спуснатите колесници на МиГ-23.
Оценката за пилотите от 25 ибап е „ОТЛИЧЕН“, дадена лично от бившия командир на 19 иап – Граф Игнатиево и 10 САК – ген. м-р Трифонов.
Подобни епизоди неведнъж съпътстват задачите, поставени пред личния състав на поделението, а изводите от тях биха били полезни относно развитието на авиацията ни и приоритетите за нейното бъдеще...
За 25 години със самолет МиГ-23 БН и УБ са осъществени на 43570 часа нальот в 61500 полета. Извършени са 1050 и регламенти работи и са сменени повече от 410 авиационни двигатели.
През 1993 г. със заповед №-070/22.02.1993 г. на Командуващия ВВС, считано от 01.05.1993 г. в авиополка се извършва експеримент за създаване на авиобаза, по аналог на западния тип организация. Експериментът се оказа успешен и опитът на първата авиобаза във ВВС-25 авиобаза Чешнегирово се използва от всички останали полкове в страната, които преминават на новата организация от 01.09.1993 година. Структурата включва:
• Две бойни ескадрили;
• Една за оперативна подготовка;
• Една за ремонт;
• Една логистична;
• Една за комуникационно и навигационно осигуряване.
В своята дейност поделението е дало и свидни жертви –15 летци, загинали при изпълнение на служебните си задължения.
Личният състав от авиобазата е инициатор на уникална по рода си фондация. С решение на Пловдивския Окръжен съд №-9877/08.07.1992 г. е създадена фондация „ПОМОЩ ЗА НАШИТЕ ДЕЦА“, с цел подпомагане на децата-сираци на загинали военнослужещи от поделението. Същата има страница в интернет и е спечелила международно признание.
През 1991 г. поделението е посетено от френски журналисти към авиационното списание „AIR FAN“ в което е публикуван материал за авиобазата. (снимка)
Към 2000г на територията на авиобаза Чешнегирово има следната структура: летището е поделение под номер 26060, а освен това на територията на авиобазата са разположени също две поделения на Зенитно-ракетни войски водещи се на адрес в гр.Садово, едно под номер 38340 което има в състава си и Инженерно-летателен батальон а другото поделение под номер 34540 е Учебен център за подготовка на новобранци (УЦПН).През септември 2002г авиобазата, както и двете поделения на ЗРВ са закрити.
На територията на 25 авиобаза се провежда първата тренировъчна инспекция по силата на Договор за ограничаване въоръжените сили в Европа. Следват многобройни посещения на международни делегации и инспекции по ДОВСЕ и Виенските споразумения. Осъществяват се и различни гостувания на бойна техника от летище Лариса от гръцките ВВС. Интерес представляват думите и оценките на гръцките пилоти, които са изумени от намеренията ни да снемем от въоръжение МиГ-23, при положение, че самолетите имат среден нальот от 1300 – 1500 часа. Сравнявайки това с техните миражи – „Мираж-F-1С“ имащи по 6 – 7000 ч., МиГ-23 им се вижда нов и е безумие да бъде унищожен.
В своята половинвековна дейност авиобазата е възпитала стотици и хиляди младежи в дух на патриотизъм и любов към родната авиация и Отечеството.

## Командири
1. капитан Желязко Желязков, 17 юни 1951 – 14 ноември 1952 г.
2. майор Спас Иванов Содев, 14.11.52 г.-13.03.53 г., (загинал при изпълнение на боен полет)
3. капитан Иван Тодоров Станков, 27.06.53 г.-21.09.55 г.
4. майор Лазар Белухов,1 ноември 1955 – 13 февруари 1956 г.
5. майор Димо Иванов Димов, 13.02.56 г.-04.03.57 г.
6. майор Велчо Георгиев Велчев, 12.10.57 г.-05.11.60 г.
7. майор Кирил Найденов Кирилов, 1960 г.-1967 г.
8. подполковник Джанко Кирилов Джанков, 14.10.67 г.-26.10.70 г.
9. подполковник Димитър Стоянов Радев, 26.09.70 г.-1974 г.
10. подполковник Иван Андреев, 1974 г.-1975 г.
11. подполковник Руси Йорданов Михайлов, 03.09.75 г.-28.09.79 г.
12. подполковник Малчо Димитров Малчев, 28.09.79 г.-04.10.82 г.
13. майор Иван Дочев, 4 октомври 1982 – 1 октомври 1985 г.
14. подполковник Слави Цветанов Павлов, 01.10.85 г.-18.09.87 г.
15. майор Калчо Танев, 18 септември 1987 – 14 септември 1989
16. подполковник Младен Казаков, 14 септември 1989 – 25 август 1992 г.
17. полковник Спас Спасов, 25.08.92 г.-01.09.98 г. (до 1993 г. е командир на 25 полк)
18. полковник Валентин Боянов Чакмаков, 01.09.98 г.-19.06.2000 г.
19. полковник Митко Стоянов Христов, 28.06.2000 г. – 15.09.2001 г.
20. полковник Златко Иванов Русимов, от 15.09.2001 г. – 14 юни 2002

## Пилоти
- Веселин Петков – на 3 август 1994 г., с риск за живота си отклонява авариралия си самолет и спасява град Раковски от жертви и разрушения